# Копы-новобранцы
«Ко́пы-новобра́нцы» (англ. Rookie Blue) — канадский телесериал о 15-м полицейском участке и его работниках с Мисси Перегрим и Грегори Смитом в главных ролях, премьера которого состоялась 24 июня 2010 года на Global в Канаде. Шоу также в тот же день вышло в США на ABC.
Сериал достиг неожиданного успеха в рейтингах и 12 июля 2010 года, после выхода в эфир трёх эпизодов, ABC продлил проект на второй сезон, который вышел летом 2011 года. 13 июля 2011 года сериал был продлён на третий сезон. В России премьера сериала состоялась на канале Diva Universal, 19 сентября 2010 года.
17 июля 2013 года ABC продлил сериал на пятый сезон из 22 эпизодов, который стартовал 19 мая 2014.
7 августа 2014 года было объявлено, что пятый сезон завершился после показа одиннадцати серий, а остальные запланированные одиннадцать серий перенесены на шестой сезон. Премьера шестого сезона состоялась 21 мая 2015 года. Позже было объявлено, что сериал не будет продлён на седьмой сезон.

## Сюжет
Три девушки и два парня, только что окончившие полицейскую академию, устраиваются на работу в 15-й полицейский участок города Торонто. Основная работа отдела — поиск объявленных в розыск преступников, выезды на места гражданских беспорядков и другие задания, не связанные с расследованием преступлений. В действительности, в Торонто участка с таким номером нет.

## Актёры и персонажи
- Мисси Перегрим — Энди Макнелли — выпускница полицейской академии, устроившаяся на работу в 15-й отдел полиции. Подалась в полицию, желая пойти по стопам отца, который тоже был полицейским. Он стал алкоголиком, пытаясь справиться с грузом работы. Мать Энди оставила семью, когда девочке было 12 лет, но вновь вернулась в жизнь дочери в третьем сезоне. В течение первого сезона встречается с детективом Люком Каллаханом, но после его измены разрывает помолвку. Развивает свои отношения с Сэмом Суарэком на протяжении всего третьего сезона, но он расстаётся с ней. В пятом сезоне они снова сходятся и женятся в конце шестого сезона. Энди любит помогать людям, не терпит несправедливости, очень строга к своим поступкам. Она любит свою работу и не боится признаться в этом. После отстранения на трибунале признаётся, что её призвание — быть полицейским и свою работу она выполняет хорошо.
- Грегори Смит — Дов Эпштейн — коллега Энди Макнелли. Сперва Дов комплексовал, считая, что у него не вполне устрашающий вид, но его радовало то, что в форме он более привлекателен для девушек. Однако с девушками у него отношения сложные. С первой девушкой пришлось расстаться, потому что она считала, что танцовщица — неподходящая пара для полицейского. Со второй девушкой Сью, офицером спецназа, расстаётся после того, как понимает, что испытывает чувства к сестре убитого им мальчика. Дов стремится доказать всем, что он отличный офицер, но иногда совершает опрометчивые поступки. У Дова был брат, который покончил с собой.
- Бен Басс — Сэм Суарек — офицер, с четвёртого сезона — детектив. Лучший друг Джерри Барбера. С первого сезона влюблён в Энди Макнелли. В третьем у них начинают развиваться отношения и в конце концов они женятся.
- Шарлотта Салливан — Гейл Пэк — её мать суперинтендант (один из руководящих постов в полиции Канады) и, по мнению коллег, Гейл часто получает поблажки от чиновников. На самом деле часто чувствует себя одинокой. Новички её не любят, но к третьему сезону начинают относиться с большей лояльностью. Гейл встречалась с Крисом, пока он не порвал с ней из-за её предполагаемой симпатии к Дову. В третьем сезоне вновь сходится с бывшим женихом Ником Коллинзом.
- Энука Окума — Трэйси Нэш — коллега Энди Макнелли и Дова Эпштейна. Афроканадка. Известно, что у неё есть маленький сын Лео. Была помолвлена с детективом Джерри Барбером. В конце шестого сезона становится детективом-сержантом.
- Трэвис Милн — Крис Диас — новичок, который привык играть по правилам. Все действия он старается выполнять по инструкции, до тех пор пока не осознаёт, что быть человеком важнее, чем быть полицейским. В начале первого сезона он расстаётся со своей девушкой Дениз, потому что не был готов жениться на ней. Продолжительное время встречается с Гейл Пэк, но решает порвать с ней к концу второго сезона. Крис узнаёт, что Дениз растит его сына, Кристиана. Он решает вернуться с Дениз и Кристианом в родной город Тимминс. Оливер Шоу говорит ему, что Крис — тот новичок, на которого он всегда может рассчитывать.
- Питер Муни — Ник Коллинз — новичок, прибывший в 15-й участок в третьем сезоне. Оказывается давним знакомым Гейл. Служил в Афганистане. В конце четвёртого сезона начинает встречаться с Энди.
- Мелани Николлс-Кинг —  Ноэль Уилльямс — офицер. Знаем, что всегда хотела иметь ребёнка. Во втором сезоне у неё завязываются отношения с Фрэнком Бестом. В 9 серии 3 сезона у неё и Фрэнка рождается девочка.
- Ноам Дженкинс —  Джерри Барбер — детектив, был женат. Лучший друг Сэма Суарека. Был помолвлен с Трейси Нэш. Погиб при исполнении, спасая Гейл Пек в 9 серии 3 сезона.
- Мэтт Гордон —  Оливер Шоу — офицер. Известно, что он женат на женщине по имени Зои и у него трое дочерей. Живёт в мотеле, потому, что жена его выгнала. Возможно у его жены есть другой мужчина. Поступил на службу приблизительно 14 лет назад вместе с сержантом Фрэнком Бестом, офицером Сэмом Суареком, Ноэль Уилльямс и детективом Джерри Барбером. С пятого сезона — старший сержант.
- Эрик Джонсон —  Люк Каллахан  — детектив отдела убийств. С самого первого дня симпатизирует Энди, впоследствии они начинают встречаться, во втором сезоне решают пожениться. После того, как он изменяет ей с бывшей коллегой и невестой Джо Розати, Энд порывает с Люком, но он не оставляет попыток вернуть её расположение. В третьем сезоне Люк уходит работать в оперативную группу, но возвращается в 15-й участок во время расследования похищения Гейл Пэк. Он остаётся в участке, чтобы привести в порядок дела погибшего Джерри Барбера. Люк импульсивен, ставит работу выше личного, готов отодвинуть близкого человека на второй план ради громкого дела.

## Эпизоды

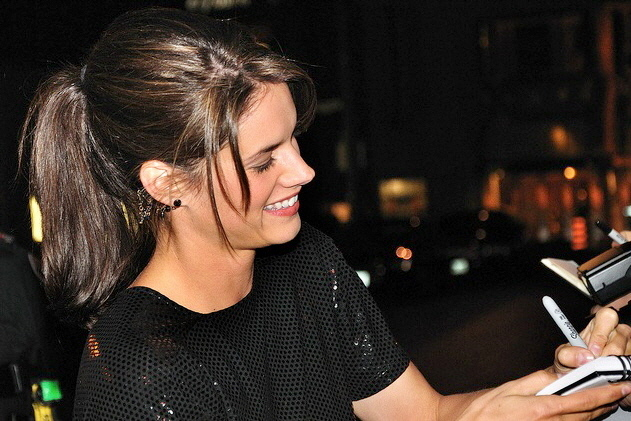
Мисси Перегрим исполнила роль Энди Макнелли.

| Сезон | Сезон | Эпизоды | Оригинальная дата показа | Оригинальная дата показа |
| Сезон | Сезон | Эпизоды | Премьера сезона          | Финал сезона             |
| ----- | ----- | ------- | ------------------------ | ------------------------ |
|       | 1     | 13      | 24 июня 2010             | 3 сентября 2010          |
|       | 2     | 13      | 23 июня 2011             | 8 сентября 2011          |
|       | 3     | 13      | 24 мая 2012              | 6 сентября 2012          |
|       | 4     | 13      | 23 мая 2013              | 12 сентября 2013         |
|       | 5     | 11      | 19 мая 2014              | 6 августа 2014           |
|       | 6     | 11      | 21 мая 2015              | 29 июля 2015             |

## Реакция

### Отзывы критиков
Пилотный эпизод получил в основном нейтральные отзывы от большинства критиков. Так к примеру в своей рецензии на пилот обозреватель Алессандра Стэнли из The New York Times отметила: «Это не новаторская драма о полиции, и не чисто развлекательное шоу, но тем не менее хорошо сделанное и несущее смысл». Многие критики сошлись во мнении, что сериал во многом схож с медицинской драмой «Анатомия страсти», также выходящей на телеканале ABC, а героиня в исполнении Мисси Перегрим является аналогом Мередит Грей.

### Награды и номинации
| Год  | Награда     | Категория                                                     | Получатель          | Результат |
| ---- | ----------- | ------------------------------------------------------------- | ------------------- | --------- |
| 2011 | «Джемини»   | Лучший сценарий в драматическом телесериале                   | Rookie Blue         | Номинация |
| 2011 | «Джемини»   | Лучшая мужская роль второго плана в драматическом телесериале | Мэтт Гордон         | Номинация |
| 2011 | «Джемини»   | Лучшая мужская роль второго плана в драматическом телесериале | Ноам Дженкинс       | Номинация |
| 2011 | «Джемини»   | Лучшая актриса второго плана в драматическом телесериале      | Мелани Николлс-Кинг | Номинация |
| 2011 | «Джемини»   | Лучшая актриса второго плана в драматическом телесериале      | Энука Окума         | Номинация |
| 2012 | PRISM Award | Лучшая актриса в драматическом телесериале                    | Мисси Перегрим      | Номинация |
| 2012 | PRISM Award | Лучший эпизод в драматическом телесериале                     | Rookie Blue         | Номинация |

### Телевизионные рейтинги
| Сезон | Таймслот           | Оригинальная дата выхода | Оригинальная дата выхода | Оригинальная дата выхода | Среднее число зрителей (в миллионах) | Среднее число зрителей (в миллионах) |
| Сезон | Таймслот           | Премьера сезона          | Финал сезона             | ТВ сезон                 | Канада                               | США                                  |
| ----- | ------------------ | ------------------------ | ------------------------ | ------------------------ | ------------------------------------ | ------------------------------------ |
| 1     | Четверг, 9 вечера  | 24 июня 2010             | 9 сентября 2010          | 2010                     | 1.597                                | 6.123                                |
| 2     | Четверг, 10 вечера | 23 июня 2011             | 8 сентября 2011          | 2011                     | 1.351                                | 4.995                                |
| 3     | Четверг, 10 вечера | 24 мая 2012              | 6 сентября 2012          | 2012                     |                                      |                                      |